# Nantua
Nantua är en kommun i departementet Ain i regionen Auvergne-Rhône-Alpes i östra Frankrike. Kommunen ligger  i kantonen Nantua som ligger i arrondissementet Nantua. Kommunens areal är 12,79 km². År 2022 hade Nantua 3 431 invånare.

## Befolkningsutveckling
Antalet invånare i kommunen Nantua
Referens: INSEE